# Bernard Latzarus
Pour les articles homonymes, voir Latzarus.
Bernard Latzarus (1885-1951) est un latiniste, essayiste et résistant
français.

## Biographie
Né le 15 janvier 1885 à Châtillon-sur-Seine, Marie Emile Marcel Bernard Latzarus est reçu à
l’agrégation de lettres en
1908. En 1914, il est engagé volontaire.
Après guerre, il devient professeur au lycée de garçons de Nîmes, puis à la Faculté des
lettres de Grenoble et à celle d’Aix-en-Provence (tout en demeurant installé à
Nîmes). En 1926, il est élu à l’Académie de Nîmes, qu’il
préside en 1938. Outre divers ouvrages (signés parfois sous les pseudonymes Philippe
Rocher et Jean Monneron), il s’essaie à l’histoire locale avec une étude sur
les juridictions royales nîmoises sous l’Ancien Régime.
Engagé dans la résistance après 1940, il apparaît pour Fabrice Sugier comme un
« personnage assez atypique », se démarquant par ses idées (il est royaliste légitimiste)
et son isolement (il n’appartient à aucun mouvement). Il s’élève tôt contre
l’« esprit de capitulation » et se montre constamment hostile envers le régime de Vichy ; cela lui vaut le qualificatif de « verborésistant » de la part de Pierre Mazier. En 1944, il est désigné pour siéger au comité départemental de
libération, où il fait montre d’une « grande causticité », se gaussant en particulier de
l’opposition entre communistes et socialistes au sein de l’assemblée.
Il meurt à Nîmes le 19 décembre 1951.

## Ouvrages
- Avec Narcisse Klugmann, Frédéric Nietzsche et la pensée grecque, Paris, Le Livre mensuel, 1920 (BNF 30748750).
- Comment meurt un roi de France : les derniers jours de Monsieur le comte de Chambord, Paris, Savaète, 1921 (BNF 31231149).
- Le Dernier Enfant de France : le duc de Bordeaux avant l’exil (1820-1830), Paris, Savaète, 1922 (BNF 36036588).
- Le Duc de Bordeaux en exil (1830-1844) : la jeunesse du dernier Bourbon, Paris, Honoré Champion, 1923 (BNF 36036672).
- Les Obsèques de Monsieur le comte de Chambord et la succession de France en 1883, Paris, Honoré Champion, 1923 (BNF 34153544).
- La Mort de Bara : pièce en un acte, avec chant, Nîmes, Imprimerie nouvelle, 1925 (BNF 30748752).
- Tarcisius : drame chrétien en trois actes et quatre tableaux, en prose, Nîmes, Chastanier, 1926 (BNF 32352934).
- Par la grâce de Dieu : voyage au royaume de France l'an 1950, Nîmes, Chastanier, 1928 (BNF 31231153).
- Le Duc de Guise et la maison de France, Nîmes, Imprimerie nouvelle, 1933 (BNF 32460140).
- Trad. de Plutarque, Vies parallèles, Paris, Garnier Frères, 1950-1955 (BNF 32352935).